# ميخائيل إيكمان
ميخائيل إيكمان (بالإنجليزية: Michael Aikman)‏ هو مجدف أسترالي، ولد في 9 سبتمبر 1933 في غيلونغ في أستراليا، وتوفي في 16 فبراير 2005 في Malvern, Victoria ‏ في أستراليا.

## وصلات خارجية
- ميخائيل إيكمان على موقع الاتحاد الدولي للتجديف (الإنجليزية)
- ميخائيل إيكمان على موقع اللجنة الأولمبية الدولية (الإنجليزية)
- ميخائيل إيكمان على موقع أوليمبيديا (الإنجليزية)
- ميخائيل إيكمان على موقع اللجنة الأولمبية الأسترالية (الإنجليزية)